# Reichsgau Wartheland
Reichsgau Wartheland (Warthegau, oprindeligt Reichsgau Posen) var navnet den nazistiske tyske regering gav til den største af de dele af Polen som blev indlemmet i det tyske rige fra 1939-1945. Navnet "Wartheland" kommer af det tyske navn på floden Warta. Der svarer stort set til den tidligere Posen-provins i Det Tyske Riget. Det meste var annekteret af Preussen fra 1793 til 1807. Fra 1815 til 1849 var det en autonom polsk region, forbundet med Preussen. Polakkerne opnåede selvstyre i 1918-1919.
52°24′N 16°55′Ø / 52.4°N 16.92°Ø